# هملت (فیلم ۱۹۷۴)
«هملت» (انگلیسی: Hamlet (1974 film)) یک فیلم است که در سال ۱۹۷۴ منتشر شد.